# Засимов, Андрей Валентинович
Андрей Валентинович Засимов (род. 14 сентября 1960) — советский и российский футболист, полузащитник.
Воспитанник СК «Нефтяник» (Омск), тренер Иван Герасимов. Бо́льшую часть профессиональной карьеры провёл в омском «Иртыше» — в 1980—1981, 1984—1989 годах играл во второй лиге СССР, в 1993—1995 годах — в первой российской лиге. В 1983 году выступал во второй лиге за «Металлург» Новокузнецк, в 1990—1991 годах — во второй низшей лиге за «Ангару» Ангарск. В 1999 году после трёхлетнего перерыва вернулся в профессиональный футбол в провёл 18 матчей во втором дивизионе за «Динамо» Омск.
В дальнейшем играл на любительском уровне за омские команды, тренировал местный «Нефтяник».